# Fűrészesrájafélék
A fűrészesrájafélék (Pristidae) a porcos halak (Chondrichthyes) osztályába és a Rhinopristiformes rendjébe tartozó család.

## Rendszertani besorolásuk és védelmük
Korábban az úgynevezett fűrészesrája-alakúak rendjének volt az egyetlen családja, 2 nemmel és 7 fajjal tartozik. 2016 óta a Pristiformes-t átnevezték Rhinopristiformes-ra és a meglévők mellett egyéb családokat, illetve nemeket és fajokat helyeztek beléje.
A Természetvédelmi Világszövetség (angolul World Conservation Union vagy International Union for Conservation of Nature and Natural Resources, IUCN) Súlyosan veszélyeztetettnek (Critically Endangered, CR) minősíti a család összes faját; emiatt, csak a Pristis microdon nevű faj lehet akváriumban tartani, de azt is, csak a helybéli akváriumokban és, csak védelmi célokból. Az Amerikai Egyesült Államokban és Ausztráliában tilos a halászatuk.

## Előfordulásuk és élőhelyük
A fűrészesrájafélék a Föld három fő óceánjának (Atlanti-óceán, Indiai-óceán, Csendes-óceán), a trópusi és szubtrópusi részein élnek. Gyakran felkeresik a folyótorkolatokat is, sőt néhány faj, felúszik a folyókba, és két fajnak a Nicaragua-tóban is van állománya.
Ezek a halak, a sekély vizű, part menti részeket kedvelik ahol a homokos fenéken zsákmányra várhatnak. Legtöbbjük egyaránt megél a sós-, édes- és brakkvízben is.

## Megjelenésük
A fűrészesrájafélék legfőbb jellemzője a fejen levő fűrészes, csőrszerű képződmény, amelynek oldalain fogak ülnek. Az összes faj teste, cápaszerű, és szürkés színű. A legkisebb az 1,4 méter hosszú Pristis clavata, míg a legnagyobbak a Pristis microdon, a nagy fűrészesrája (Pristis pectinata) és a Pristis pristis fajok, amelyek a 7 méteres hosszúságot is meghaladhatják. Egyes források említést tesznek 11 méteres testhosszal, és 2000 kilogramm feletti testtömeggel rendelkező példányokról is.[forrás?] Mivel a porcos halak közé tartoznak, nincs rendes csontozatuk, hanem csak porcos képződményeik. Hiányzik az úszóhólyagjuk, emiatt a felhajtóerőt az olajban gazdag májaik biztosítják.

## Szaporodásuk
A fűrészesrájafélék ál-elevenszülő halak, vagyis a hímek által megtermékenyített peték, a nőstények petefészek vezetékeinek üregében fejlődnek ki. Ha eljön a szülés ideje, az anya állatok kitolják az érett petéket (ikrákat). A belső nyomástól feszülő ikraburok a szülés pillanatában szétreped, és a kis halivadékok a szülőcsatornából a szó szoros értelmében, általában farokkal előre, kilökődnek az anyjuk testéből.

## Rendszerezés
A családba az alábbi 2 nem és 7 faj tartozik:
- Anoxypristis White & Moy-Thomas, 1941 – 1 faj
  - Anoxypristis cuspidata (Latham, 1794)
- Pristis Linck, 1790 – 6 faj; típusnem

### Fordítás
- Ez a szócikk részben vagy egészben  a   Sawfish című angol Wikipédia-szócikk ezen változatának fordításán alapul.  Az eredeti cikk szerkesztőit annak laptörténete sorolja fel. Ez a jelzés csupán a megfogalmazás eredetét és a szerzői jogokat jelzi, nem szolgál a cikkben szereplő információk forrásmegjelöléseként.